# Alfredo Cherem
Alfredo Cherem (Florianópolis, 4 de novembro de 1918 – Curitiba, 14 de outubro de 1985) foi um médico e político brasileiro.
Filho de Pedro Cherem e de Ada Cherem. Formado em medicina pela Universidade Federal do Paraná (1944).
Foi deputado à Assembleia Legislativa de Santa Catarina na 3ª legislatura (1955 — 1959) Eleito presidente da Assembleia Legislativa em 1955, não aceitou o cargo, para então ser eleito Brás Joaquim Alves (PTB)